# Liste von Zwischenfällen mit der De Havilland Canada DHC-6 Twin Otter
Die Liste von Zwischenfällen mit der De Havilland Canada DHC-6 Twin Otter zeigt eine Übersicht über Zwischenfälle mit Todesfolge oder Totalschaden von Flugzeugen des Typs de Havilland Canada DHC-6.
Vom Erstflug im Jahr 1965 bis Juli 2023 wurden insgesamt 285 DHC-6 Twin Otter bei Zwischenfällen zerstört oder irreparabel beschädigt. Bei 190 dieser Totalschäden kamen 1521 Menschen ums Leben. Beispiele:

## 1960er-Jahre
- Am 11. März 1967 wurde eine DHC-6-100 Twin Otter der italienischen Aeralpi (Luftfahrzeugkennzeichen I-CLAI) auf dem Flug von Venedig zu ihrem Heimatflugplatz Cortina d’Ampezzo in einen Berg geflogen. Während des Ausweichflugs zum Flugplatz Belluno, der nach Sichtflugregeln, aber in dichtem Nebel weitergeführt wurde, kollidierte die Maschine in einem Tal nahe dem Fadalto-Pass mit dem 1763 Meter hohen Berg Col Visentin. Bei diesem CFIT (Controlled flight into terrain) wurden 5 der 6 Insassen getötet, beide Piloten und 2 der 3 Passagiere. Dies war der erste tödliche Unfall mit einer DHC-6 Twin Otter und auch der erste Totalschaden.[2]

- Am 23. November 1968 wurde eine DHC-6-200 der US-amerikanischen Cable Commuter (N7666) bei nebligem Wetter im Anflug auf den Flughafen Santa Ana-Orange County (Kalifornien, USA) 2,9 Kilometer nördlich davon gegen einen 9 Meter hohen Stahllichtmast geflogen und stürzte ab. Durch diesen CFIT (Controlled flight into terrain) wurden alle 9 Insassen getötet, beide Piloten und 7 Passagiere.[3]

- Am 15. Juli 1969 verunglückte eine De Havilland Canada DHC-6-200 Twin Otter der New York Airways (N558MA) unmittelbar nach dem Start vom John F. Kennedy International Airport. Die Maschine war in die Wirbelschleppe eines zuvor gestarteten Verkehrsflugzeugs des Typs Boeing 707 geraten. Drei der 14 Insassen kamen ums Leben (siehe auch New-York-Airways-Flug 901).[4]

## 1970er-Jahre
- Am 10. Februar 1970 kam es mit einer DHC-6-100 der US-amerikanischen Pilgrim Airlines (Luftfahrzeugkennzeichen N124PM) nahe Waterford (Connecticut) (USA) zu einer Notwasserung. Nach mehrfachem Ausweichen von verschiedenen Flugplätzen wegen schlechten Wetters war der gesamte Treibstoff verbraucht. Alle 5 Insassen, beide Piloten und 3 Passagiere, wurden getötet. Als Unfallursache stand im Untersuchungsbericht: Treibstoffmangel infolge unzureichender Flugvorbereitung und falscher Entscheidungen des verantwortlichen Piloten während des Fluges.[5]

- Am 28. April 1970 wurde eine de Havilland Canada DHC-6-100 Twin Otter der Trans Australia Airlines (VH-TGR) auf dem Weg von Goroka (Papua-Neuguinea) ins 40 Kilometer entfernte Kainantu bei schlechten Wetterbedingungen in einen Bergkamm geflogen. Trotz des zeitweisen Fluges in Wolken setzte der Kapitän den Flug nach Sichtflugregeln fort. Bei diesem CFIT (Controlled flight into terrain) wurden 8 der 11 Insassen getötet, beide Piloten und 6 Passagiere.[6]

- Am 5. Dezember 1971 wurde eine de Havilland Canada DHC-6-300 Twin Otter der Pakistan International Airlines (AP-AWH) auf dem Flughafen Dhaka-Tejgaon (Bangladesch) durch einen Luftangriff einer Mikojan-Gurewitsch MiG-21 der indischen Streitkräfte zerstört. Über Personenschäden ist nichts bekannt.[7]

- Am 27. Mai 1972 verunglückte in Deutschland eine DHC-6-100 mit dem Luftfahrzeugkennzeichen D-IDHC beim Start vom Flugplatz Helgoland-Düne. Von den 13 Insassen kamen 8 ums Leben (siehe auch General-Air-Flug 005).[8][9]

- Am 29. Juni 1972 kollidierte eine Convair CV-580 der US-amerikanischen North Central Airlines (N90858) mit einer DHC-6 Twin Otter der Air Wisconsin (N4043B). Beide Maschinen stürzten in den Lake Winnebago 8 Kilometer südlich von Appleton (Wisconsin), fünf Kilometer östlich von Neenah. Alle fünf Insassen der Convair (drei Besatzungsmitglieder und zwei Passagiere) sowie alle acht Insassen der Twin Otter (zwei Besatzungsmitglieder und sechs Passagiere) kamen bei dem Unfall ums Leben.[10] Die Kollision ereignete sich in einer Höhe von 2500 Fuß an einem meist klaren, aber diesigen Spätvormittag, als sich die CV-580 aus Green Bay kommend dem Wittman Regional Airport näherte. Das Air-Wisconsin-Flugzeug befand sich auf dem Weg von Sheboygan nach Appleton und beide Maschinen flogen nach Sichtflugregeln.[11][12][13]

- Am 11. Juli 1972 wurde eine DHC-6-100 der Norwegischen Luftstreitkräfte (67-056), mit der ein inländischer Flug vom Flughafen Bardufoss zum Flughafen Bodø mit einem Zwischenstopp auf dem Flughafen Stokmarknes, Skagen durchgeführt werden sollte, gegen einen Berg auf der Insel Grytøya geflogen. Unter den 14 Passagieren und drei Besatzungsmitgliedern gab es keine Überlebenden. Die Unfalluntersuchungen ergaben, dass der Kapitän der Maschine zum Unfallzeitpunkt stark alkoholisiert gewesen war und dass sein Alkoholproblem innerhalb der Norwegischen Luftstreitkräfte schon seit langem bekannt war (siehe auch Flugunfall von Grytøya)

- Am 21. Dezember 1972 verunglückte eine DHC-6-300 der französischen Air Guadeloupe (F-OGFE) bei einem nächtlichen, im Auftrag von Air France durchgeführten Flug im Anflug auf den Flughafen Princess Juliana International (Niederlande, Sint Maarten, Antillen). Alle 13 Insassen, beide Besatzungsmitglieder und 11 Passagiere, kamen ums Leben.[14]

- Am 5. Februar 1973 kam es zu einem Unfall einer DHC-6-200 der finnischen Karair (OH-KOA) bei Pudasjärvi (Finnland). Bei der auf dem Flughafen Oulu gestarteten Maschine kam es auf dem Weg nach Kuusamo zu einem plötzlichen Ausfall des Triebwerks Nr. 2 (rechts). Aufgrund der im Sinkflug angetroffenen schweren Vereisungsbedingungen war es mit nur einem Triebwerk nicht möglich, die Höhe zu halten. Während der Kapitän versuchte, einen Landeplatz zu finden und Schwierigkeiten hatte, das Flugzeug zu steuern, prallte das Flugzeug in einem sumpfigen, waldarmen Gebiet 5 km nördlich von Iinattijarvi (90 Kilometer nordöstlich vom Startflughafen) gegen Bäume und schlug auf dem Boden auf. Alle 18 Insassen, drei Besatzungsmitglieder und 15 Passagiere, überlebten den Totalschaden.[15]

- Am 28. Februar 1973 verunglückte eine DHC-6-100 der indonesischen Merpati Nusantara Airlines (PK-NUC) 45 Kilometer östlich des Flughafens Nabire (Indonesien), von dem sie gestartet war. Alle 13 Insassen, drei Besatzungsmitglieder und 10 Passagiere, kamen ums Leben. Das Wrack wurde erst am 4. März gefunden.[16]

- Am 28. Januar 1974 wurde eine DHC-6-300 der kanadischen Bradley Air Services (CF-DIJ) bei einem Hangarbrand auf dem Flughafen Ottawa/Carp (Ontario, Kanada) zerstört. Es befanden sich keine Personen an Bord. Ebenfalls durch den Brand zerstört wurde die Douglas DC-3/C-47B CF-TVK derselben Gesellschaft.[17]

- Am 9. September 1974 wurde eine DHC-6-100 der Luftstreitkräfte Chiles (FACh 941) im Anflug auf den Flughafen Puerto Montt El Tepual (Chile) bei schlechter Sicht gegen Bäume geflogen und stürzte ab. Durch diesen CFIT (Controlled flight into terrain) wurden von den 6 Insassen 5 getötet, zwei Besatzungsmitglieder und alle 3 Passagiere.[18]

- Am 5. Januar 1975 wurde eine DHC-6-200 des Argentinischen Heeres (AE-259) in einer Höhe von etwa 2000 Metern nahe La Angostura bei widrigem Wetter gegen eine Bergflanke geflogen. Die Maschine war auf einem Aufklärungsflug vom und zum Flugplatz Tucuman (Argentinien), um Erkenntnisse über Rebellen zu gewinnen. Bei diesem CFIT (Controlled flight into terrain) wurden alle 13 Insassen getötet, drei Besatzungsmitglieder und 10 Passagiere.[19]

- Am 9. Januar 1975 kollidierte eine DHC-6-100 der US-amerikanischen Golden West Airlines (N6383) im Anflug auf den Flughafen Los Angeles bei Whittier (Kalifornien, USA) mit einer Cessna 150 der CessnAir Aviation (N11421). Alle 12 Insassen, beide Piloten und 10 Passagiere, kamen ums Leben, ebenso wie die beiden Insassen der Cessna 150.[20]

- Am 18. März 1975 stürzte die DHC-6-100 ST-ADB der Sudan Airways bei Singa im Dinder-Nationalpark ab. Ein Passagier überlebte, die anderen fünf Insassen wurden getötet. Die Maschine wurde zerstört.[21]

- Am 30. September 1975 wurde eine DHC-6-200 Twin Otter der kanadischen Northern Thunderbird Air (CF-MHU) bei Kluatantan (British Columbia, Kanada) gegen einen Bergkamm geflogen und stürzte ab. Durch diesen CFIT (Controlled flight into terrain) wurden alle 7 Insassen getötet, beide Besatzungsmitglieder und 5 Passagiere.[22]

- Am 3. Mai 1976 fiel an einer DHC-6-300 des kanadischen Herstellers de Havilland Canada (C-GDHA) während des Starts vom Flugplatz Monze (Sambia) das Triebwerk Nr. 2 (rechts) aus. Die Maschine sank und schlug 1000 Meter vom Startbahnende im Gelände auf. Sie war zu einem Vorführflug gestartet. Alle 11 Insassen, ein Besatzungsmitglied und 10 Passagiere, kamen ums Leben.[23]

- Am 22. September 1976 wurde eine DHC-6-100 der kanadischen Airwest Airlines (C-FAWF) nach dem Start vom Wasserflugplatz Bella Bella/Shearwater (British Columbia, Kanada) beim Steigflugverfahren aus einem engen Tal heraus in eine Baumgruppe geflogen, um einen bevorstehenden Strömungsabriss zu verhindern. Durch diesen CFIT (Controlled flight into terrain) wurde von den 19 Insassen 1 Passagier getötet.[24]

- Am 14. Januar 1977 wurde eine DHC-6-300 der kanadischen Northern Thunderbird Air (C-GNTB) unterwegs vom Flughafen Prince George im Anflug auf den Flughafen Terrace-Kitimat während eines Schneesturms in einen Hügel geflogen. Durch diesen CFIT (Controlled flight into terrain) wurden alle 12 Insassen getötet, drei Besatzungsmitglieder und 9 Passagiere.[25]

- Am 29. März 1977 befand sich eine DHC-6-300 der indonesischen Merpati Nusantara Airlines (PK-NUP) im Sinkflug von 9000 auf 5000 Fuß, als der Kapitän am Bainaha Valley plötzlich einen Berg direkt vor sich sah. Er gab Vollgas und ging in einen steilen Steigflug über, was jedoch zum Strömungsabriss und Absturz in eine Baumgruppe führte. Die Maschine befand sich auf einem Inlandsflug von Palu nach Tolitoli (Indonesien). Von den 23 Insassen kamen 13 ums Leben, zwei Besatzungsmitglieder und 11 Passagiere.[26]

- Am 7. August 1977 wurde eine DHC-6-200 der argentinischen Líneas Aéreas del Estado (LADE) (T-87) 18 Kilometer nordöstlich des Flugplatzes El Bolson (Argentinien) ins Gelände geflogen. Durch diesen CFIT (Controlled flight into terrain) wurden alle 6 Insassen getötet, vier Besatzungsmitglieder und 2 Passagiere. Das Wrack wurde erst nach vier Tagen gefunden.[27]

- Am 6. September 1977 wurde eine DHC-6-200 der US-amerikanischen Alaska Aeronautical Industries (N563MA) in einer Höhe von 7000 Fuß (2130 Metern) gegen die Südwestflanke des Mount Iliamna (Alaska, USA) geflogen, da die Piloten nicht die verfügbaren Navigationshilfen genutzt hatten. Die Kollision erfolgte nach dem Start vom Flughafen Iliamna, als die Piloten unter Instrumentenflugbedingungen weiterflogen. Durch diesen CFIT (Controlled flight into terrain) wurden alle 13 Insassen getötet, beide Besatzungsmitglieder und 11 Passagiere.[28]

- Am 8. September 1977 kollidierte eine DHC-6-300 der Burma Airways (XY-AEH) mit dem Berg Loi Hsam Hsao. Die Maschine befand sich auf dem Flug von Mong Hsat nach Keng Tung. Alle 25 Insassen, 3 Besatzungsmitglieder und 22 Passagiere, wurden getötet.[29]

- Am 21. Dezember 1977 stürzte eine DHC-6 Twin Otter 300 der kanadischen Kenn Borek Air (C-FABW) im Landeanflug auf den Flughafen von Nanisivik (Nordwest-Territorien) ab, nachdem die Besatzung die Kontrolle über die Maschine verloren hatte. Alle acht Insassen starben.[30]

- Am 23. August 1978 verunglückte eine DHC-6-300 der kanadischen Bradley Air Services (C-FQDG) kurz vor der Landung auf dem Zielflughafen Frobisher Bay (Nordwest-Territorien, Kanada). In etwa 10 Meter Höhe rollte die Maschine plötzlich scharf nach links, streifte eine Antenne und schlug in Rückenlage auf. Einer der beiden Piloten kam ums Leben, der andere sowie die vier Passagiere überlebten.[31]

- Am 26. August 1978 stürzte eine DHC-6-300 Twin Otter der Burma Airways (XY-AEI) auf dem Flug nach Bagan kurz nach dem Start vom Flugplatz Papun aus 120 Meter Höhe ab. Alle 14 Insassen, 3 Besatzungsmitglieder und 11 Passagiere, kamen ums Leben.[32]

- Am 2. September 1978 stürzte eine mit Schwimmern versehene DHC-6-200 der kanadischen Airwest Airlines (C-FAIV) im Endanflug auf den Wasserflugplatz Vancouver-Coal Harbour (British Columbia, Kanada) aus 50 Metern Höhe in den Hafen, etwa 750 Meter vor dem Landebereich. Der Auslöser war der Bruch der linken inneren Steuerstange für die Landeklappen, wodurch die Landeklappen einseitig und schlagartig komplett einfuhren, was zum sofortigen Kontrollverlust führte. Die Steuerstange war stark spannungskorrodiert und wies mindestens drei Längsrisse auf. Von den 13 Insassen kamen 11 ums Leben, beide Besatzungsmitglieder und 9 Passagiere.[33]

- Am 9. September 1978 verunglückte eine DHC-6-100 der mexikanischen Lineas Aéreas del Centro (XA-BOP) in bergigem Gelände 65 Kilometer westlich des Abflugorts Mexiko-Stadt. Von den 21 Insassen kamen 18 ums Leben, ein Besatzungsmitglied und 17 Passagiere.[34]

- Am 18. November 1978 wurde eine DHC-6-300 der französischen Air Guadeloupe (F-OGHD) durch eine heftige Sturmbö im Anflug auf den Flughafen Marie-Galante (Guadeloupe) aus einer Flughöhe von 60 bis 90 Metern derart nach unten gedrückt, dass sie mit der linken Tragflächenspitze das Meer berührte, abstürzte und im 13 Meter tiefen Wasser versank. Von den 20 Insassen kamen 15 ums Leben, ein Besatzungsmitglied und 14 Passagiere.[35]

- Am 30. Mai 1979 wurde eine de Havilland Canada DHC-6-200 Twin Otter der US-amerikanischen Downeast Airlines (N68DE) im Anflug auf den Rockland-Knox County Regional Airport (Maine, USA) 1,9 Kilometer südsüdwestlich davon in den Boden geflogen, nachdem der Anflug trotz des miserablen Wetters unter die Entscheidungshöhe fortgesetzt worden war. Durch diesen CFIT (Controlled flight into terrain) wurden von den 18 Insassen 17 getötet, beide Besatzungsmitglieder und 15 Passagiere.[36]

- Am 29. August 1979 wurde eine DHC-6-300 der kanadischen Bradley Air Services (C-GROW) nahe dem Zielflughafen Frobisher Bay (Nordwest-Territorien, Kanada) ins Gelände geflogen. Mit dem Flugzeug wurden an diesem Tag mehrere Flüge unter Sichtflugregeln nach Brevoort Island durchgeführt, 215 Kilometer östlich von Iqaluit. Beim dritten Rückflug wurden den Piloten tiefe Wolken in 400 Fuß (120 Meter) Höhe über dem Flughafen gemeldet. Die Maschine wurde 400 Meter östlich des Flughafens in nur 30 Meter Höhe ins Gelände geflogen. Alle 9 Insassen, 2 Besatzungsmitglieder und 7 Passagiere, wurden bei diesem CFIT (Controlled flight into terrain) getötet.[37]

- Am 30. September 1979 stürzte eine DHC-6 Twin Otter 200 der kanadischen West Coast Air (C-FWAF) im Landeanflug auf den Flughafen von Sechelt (British Columbia) ab. Das Flugzeug kippte in einer Höhe von ungefähr 200 Fuß plötzlich nach rechts ab und schlug auf dem Boden auf. Ursache war eine Fehlfunktion der Querruder aufgrund eines Konstruktionsfehlers in deren Steuerung. Von den 16 Insassen kamen zwei ums Leben, ein Crewmitglied und ein Passagier.[38]

## 1980er-Jahre
- Am 15. März 1981 brach eine de Havilland Canada DHC-6-300 Twin Otter der kanadischen Bradley Air Services (Luftfahrzeugkennzeichen C-FDHT) bei der Landung an der „Station Nord“ in Grönland durch das Eis und versank. Das Flugzeug war auf einem Charterflug für das Polar Science Centre der University of Washington.[39] Alle Insassen überlebten.[40]

- Am 22. Mai 1981 kollidierte eine DHC-6 Twin Otter 300 der TAME Ecuador (HC-BAX) nahe Zumba (Provinz Zamora Chinchipe, Ecuador) mit einem Berg. Alle 18 Insassen starben.[41]

- Am 24. Juli 1981 wurde eine DHC-6-300 der Air Madagascar (5R-MGB) nach dem Abflug nordöstlich des Flughafens Maroantsetra (Madagaskar) gegen einen Berg geflogen. Bei diesem CFIT (Controlled flight into terrain) wurden alle 19 Insassen getötet, beide Besatzungsmitglieder und 17 Passagiere.[42]

- Am 31. Juli 1981 wurde eine DHC-6-300 Twin Otter der Streitkräfte Panamas (FAP-205) 18 Kilometer südlich des Zielflugplatzes Coclecito (Provinz Coclé, Panama) in einer Höhe von knapp 1000 Metern in die Flanke des Marta Mountains geflogen. Durch diesen CFIT (Controlled flight into terrain) wurden alle 7 Insassen getötet, zwei Besatzungsmitglieder und 5 Passagiere.[43]

- Am 21. Juni 1983 verunglückte eine DHC-6-300 Twin Otter der Air Mali (TZ-ACH) bei Niela, etwa 50 Kilometer vom Flughafen Bamako (Mali) entfernt. Nähere Einzelheiten sind derzeit nicht verfügbar. Das Flugzeug wurde irreparabel beschädigt. Alle 7 Insassen, zwei Besatzungsmitglieder und 5 Passagiere, kamen ums Leben.[44]

- Am 9. Oktober 1984 wurde eine DHC-6-100 Twin Otter der kanadischen Nahanni Air Services (C-FPPL) bei dichtem Nebel im Anflug auf den Fort Franklin Airport (Nordwest-Territorien, Kanada) gegen einen 60 Meter hohen Telefonmast geflogen. Durch diesen CFIT (Controlled flight into terrain) wurden alle 7 Insassen getötet, der Pilot und die 6 Passagiere.[45]

- Am 11. Oktober 1987 verunglückte eine DHC-6-300 (HK-2920) der kolumbianischen Aeroservicios Ejecutivos beim Versuch einer Notlandung nahe der Ortschaft El Poleo (Kolumbien), wobei beide Piloten ums Leben kamen. Alle sieben Fluggäste überlebten den Unfall.[46]

- Am 31. Oktober 1981 überschoss eine DHC-6 Twin Otter 300 der Cameroon Airlines (TJ-CBC) das Startbahnende des Flughafens von Bafoussam (Kamerun). Die Twin Otter hatte nach dem Start nur eine Höhe von ungefähr 15 Metern erreicht und anschließend an Höhe verloren – vermutlich aufgrund von Überladung. Die Besatzung konnte das Flugzeug erst 43 Meter hinter dem Ende der Startbahn zum Stillstand bringen. Von den 24 Insassen kam einer ums Leben, ein Passagier.[47]

- Am 18. Dezember 1981 kollidierte eine DHC-6-300 der ACES Colombia (HK-2216) im Anflug auf den Flugplatz Covenas mit einem Hügel. Die Maschine befand sich auf dem Flug vom Flughafen Medellin-Olaya Herrera. Alle 13 Insassen, beide Piloten und die 11 Passagiere, wurden getötet.[48]

- Am 11. März 1982 stürzte eine DHC-6-300 der norwegischen Widerøe’s Flyveselskap mit dem Kennzeichen LN-BNK auf dem Flug von Berlevåg nach Mehamn bei Gamvik in die Barentssee, nachdem das Seitenleitwerk abgebrochen war. Alle 15 Passagiere und Besatzungsmitglieder an Bord des Widerøe-Fluges 933 kamen ums Leben. Die genauen Ursachen des Strukturversagens konnten nie abschließend geklärt werden (siehe auch Widerøe-Flug 933).[49]

- Am 12. August 1982 kollidierte eine DHC-6-300 der Burma Airways (XY-AEB) bei Mindat während eines Sturms mit einem Hügel. Alle 8 Insassen, 3 Besatzungsmitglieder und 5 Passagiere, kamen ums Leben.[50]

- Am 29. November 1982 wurde eine DHC-6-310 Twin Otter der ACES Colombia (HK-2536) bei Quetame ins Gelände geflogen. Die Maschine befand sich auf dem Flug von San José del Guaviare zum Flughafen Bogotá. Alle 22 Insassen, 2 Besatzungsmitglieder und 20 Passagiere, wurden getötet.[51]

- Am 10. März 1983 stürzte während eines Sturmes die Twin Otter YA-GAZ der Bakhtar Afghan Airlines auf einem Inlandslinienflug von Kabul nach Uruzgan nahe der Stadt Ghazni ab. Alle 17 Passagiere und die zwei Besatzungsmitglieder starben (siehe auch Flugunfall der Bakhtar Afghan Airlines bei Ghazni).[52]

- Am 20. April 1983 verunglückte eine DHC-6-310 Twin Otter der britischen Air Ecosse (G-STUD) auf dem Flugplatz Flotta. Der Charterflug kam vom Flughafen Aberdeen International. Die Untersuchung ergab, dass das Flugzeug von der Landebahn abkam und einen Ringelpiez machte, als es bei der Landung in starken Seitenwind geraten war. Beide Tragflächen brachen ab. Es gab keine ernsthaften Verletzungen und keine Todesfälle unter den zwei Besatzungsmitgliedern und zehn Passagieren.[53]

- Am 8. Oktober 1983 kam es bei einer DHC-6-300 der Burma Airways (XY-AEE) kurz nach dem Start vom Flugplatz Lonkin zum Ausfall des linken Triebwerks. Das Flugzeug kollidierte mit Bäumen auf einem Hügel und stürzte ab. Die Maschine befand sich auf dem Flug nach Myitkyina. Von den 14 Insassen kamen 9 (alle 3 Besatzungsmitglieder sowie 6 der 11 Passagiere) ums Leben.[54]

- Am 20. November 1984 kollidierte eine DHC-6 Twin Otter 300 der TAME Ecuador (HC-BCG/FAE 446) nahe der Grenze zu Peru mit einem Berg. Alle 14 Insassen starben.[55]

- Am 18. Dezember 1984 stürzte eine DHC-6-300 Twin Otter der peruanischen Luftwaffe (FAP-307) nahe Jaén kurz nach dem Start vom Flughafen Bagua (Peru) ab. Mit der Maschine wurden Arbeiter der Petroperu transportiert. Alle 21 Insassen, drei Besatzungsmitglieder und 18 Passagiere, kamen ums Leben.[56]

- Am 22. Dezember 1984 wurde eine DHC-6-300 der Royal Nepal Airlines (9N-ABH) nahe Bhojpur (Nepal) ins Gelände geflogen. Ermessensfehler in schlechtem Wetter führten zu dem Unfall. Durch diesen CFIT (Controlled flight into terrain) wurden von den 23 Insassen 15 getötet, alle drei Besatzungsmitglieder und 12 Passagiere.[57]

- Am 23. Januar 1985 wurde eine DHC-6-300 Twin Otter der ACES Colombia (HK-1910) in den 3505 Meter hohen Berg Cerro el Plateado geflogen. Die Maschine befand sich auf dem Flug von Quibdó zum Flughafen Medellin-Olaya Herrera. Bei diesem CFIT (Controlled flight into terrain) wurden alle 23 Insassen, 2 Besatzungsmitglieder und 21 Passagiere, getötet.[58]

- Am 12. August 1985 verunglückte eine DHC-6-300 der indonesischen Merpati Nusantara Airlines (PK-NUG) nahe dem Flughafen Mulia (Provinz Papua, Indonesien). Von den 19 Insassen kamen 2 Passagiere ums Leben.[59]

- Am 27. April 1986 flog eine DHC-6-300 der ACES Colombia (HK-2761) nahe Tame in einen 2590 Meter (8500 Fuß) hohen Berg. Die Maschine befand sich auf dem Weg vom Flughafen Bogotá im Anflug auf Saravena. Alle 13 Insassen, beide Piloten und die 11 Passagiere, wurden getötet.[60]

- Am 12. Juni 1986 wurde eine DHC-6-300 Twin Otter der britischen Loganair (G-BGPC) im Anflug auf den Flughafen Islay (Innere Hebriden, Schottland) 6,8 Kilometer südöstlich vom Ziel ins Gelände geflogen. Trotz einer angewiesenen Höhe von 1100 Metern (3600 Fuß) flogen die Piloten in Nebel und Nieselregen nach Sicht weiter, bis sie in einer Höhe von 109 Metern in einen kleinen Hügel krachten. Bei diesem CFIT (Controlled flight into terrain) wurde einer der beiden Piloten getötet; die anderen 15 Insassen, davon 14 Passagiere, überlebten.[61]

- Am 14. Juni 1986 wurde eine DHC-6-300 der Royal Canadian Air Force (CAF 13807) 74 Kilometer westlich von Calgary (Kanada) in einer Höhe von 1800 Metern gegen den Cox Hill geflogen. Die Besatzung war auf der Suche nach einer seit dem 6. Juni vermissten Cessna 182R Skylane. Bei diesem CFIT (Controlled flight into terrain) wurden alle 8 Insassen getötet, drei Besatzungsmitglieder und 5 Beobachter.[62]

- Am 18. Juni 1986 kollidierte eine vom Flughafen Grand Canyon National Park (Arizona, USA) zu einem Rundflug gestartete DHC-6-300 Twin Otter der US-amerikanischen Grand Canyon Airlines (N76GC) über dem Tonto Plateau mit einem ebenfalls auf einem Rundflug befindlichen Hubschrauber des Typs Bell 206. Beide Maschinen brachen in der Luft auseinander und stürzten ab. Alle 20 Insassen der Twin Otter, zwei Besatzungsmitglieder und 18 Passagiere, kamen ums Leben. Auch alle 5 Insassen des Hubschraubers wurden getötet.[63]

- Am 4. August 1986 stürzte eine DHC-6-310 der Leeward Islands Air Transport (LIAT) aus Antigua und Barbuda (V2-LCJ) ins Meer, als sie bei schlechtem Wetter für eine Landung auf dem Flugplatz Arnos Vale (St. Vincent und die Grenadinen) kreiste. Alle 13 Insassen, zwei Besatzungsmitglieder und 11 Passagiere, kamen ums Leben.[64]

- Am 19. Mai 1987 verunglückte eine DHC-6-300 der bolivianischen Yacimientos Petroliferos Fiscales Bolivianos – YPFB (CP-1018) beim Anflug auf den Flughafen Santa Cruz-El Trompillo (Bolivien) in schlechtem Wetter. Von den 16 Insassen kamen 14 ums Leben, die drei Besatzungsmitglieder und 11 Passagiere.[65]

- Am 23. Mai 1987 stürzte eine DHC-6-300 der indonesischen Merpati Nusantara Airlines (PK-NUW) im Anflug auf den Flughafen Ruteng (Indonesien) in eine Schlucht. Alle 8 Insassen, beide Besatzungsmitglieder und 6 Passagiere, kamen ums Leben.[66]

- Am 25. Mai 1987 stürzte eine DHC-6-100 Twin Otter der indonesischen Mission Aviation Fellowship (MAF) (PK-MAM) im Anflug auf den Flugplatz Ilaga (Indonesien) in eine Schlucht. Von den 30 (!) Insassen wurden 7 getötet, der Pilot und 6 der 29 Passagiere. Die de Havilland Canada DHC-6-100 Twin Otter ist für maximal 19 Passagiere zugelassen.[67]

- Am 30. Dezember 1987 stürzte eine DHC-6-300 der indonesischen Merpati Nusantara Airlines (PK-NUY) auf dem Flug vom Flughafen Samarinda zum Flugplatz Tanjung Redep/Berau-Kalimaru ab. Alle 17 Insassen, 3 Besatzungsmitglieder und 14 Passagiere, kamen ums Leben.[68]

- Am 17. Juni 1988 führten die Piloten einer De Havilland DHC-6-100 (N202RH) der Samoa Aviation den Endanflug auf Taʻū (Amerikanisch-Samoa) zu steil durch. Die Maschine schlug vor der Landebahn auf. Alle 16 Insassen überlebten den Zwischenfall. Das Flugzeug wurde als Totalverlust abgeschrieben.[69]

- Am 14. Juli 1988 kollidierte eine DHC-6 Twin Otter 300 der kanadischen Kenn Borek Air (C-GKBM), die im Auftrag des United States Forest Service unterwegs war, mit Bäumen und stürzte ab. Beim Zusammenprall wurde die rechte Tragfläche beschädigt. Das Flugzeug befand sich auf dem Weg von Redmond nach John Day (Grant County; beides Vereinigte Staaten). Als vermutliche Absturzursache wurden medizinische Gründe des Kapitäns genannt. Der einzige Insasse kam ums Leben.[70]

- Am 30. November 1988 wurde eine DHC-6-300 des Aero Club Libya (5A-DDD) aufgrund militärischer Aktivitäten angewiesen, zum Startflugplatz Hamada al Hamra (Libyen) zurückzukehren. Dort hatte sich aber inzwischen dicker Morgennebel gebildet. Beim Versuch zu landen kollidierte das Flugzeug mit einer asphaltierten Rohrleitungsbrücke, die genau westlich der Haupt-Start- und Landebahn verlief, traf einen hölzernen Elektromast, schlug auf und brannte aus. Durch diesen CFIT (Controlled flight into terrain) wurden alle 14 Insassen getötet, zwei Besatzungsmitglieder und 12 Passagiere.[71]

- Am 11. Juni 1989 wurde eine DHC-6-300 der kolumbianischen Aerotransportes Casanare (Aerotaca) (HK-2486) bei Vereda el Salitre (Kolumbien) gegen einen Hügel geflogen, weil die Piloten trotz Instrumentenflugbedingungen im Sichtflug weiterflogen waren. Durch diesen CFIT (Controlled flight into terrain) wurden von den 22 Insassen 6 Passagiere getötet.[72]

- Am 7. August 1989 verunglückte eine DHC-6-300 der äthiopischen RRC Air Services (ET-AIL) in der Nähe von Gambela (Äthiopien). Das Wrack wurde erst eine Woche später an einem Berghang gefunden. Alle 16 Insassen, drei Besatzungsmitglieder und 13 Passagiere, kamen ums Leben.[73]

- Am 15. September 1989 stürzte eine DHC-6-300 der indonesischen Merpati Nusantara Airlines (PK-NUE) auf dem Flug von Manokwari zum Flughafen Bintuni beim Anflug ab. Alle 22 Insassen, 3 Besatzungsmitglieder und 19 Passagiere, kamen ums Leben.[74]

- Am 27. September 1989 stürzte eine DHC-6-300 der US-amerikanischen Grand Canyon Airlines (N75GC) ab, als sie am Flughafen Grand Canyon National Park durchgestartet wurde. Beide Besatzungsmitglieder und acht von 19 Passagieren starben.[75]

- Am 28. Oktober 1989 wurde eine DHC-6-300 der US-amerikanischen Aloha Island Air (N707PV) nahe dem Ziel, dem Flughafen Molokai (Hawaii, USA) in einer Höhe von nur 600 Fuß (180 Metern) in einen Berghang geflogen. Der Flug war nach Sichtflugregeln eingetragen, wurde aber in Wolken weitergeführt. Durch diesen CFIT (Controlled flight into terrain) wurden alle 20 Insassen getötet, zwei Besatzungsmitglieder und 18 Passagiere.[76]

## 1990er-Jahre
- Am 12. April 1990 wurde eine DHC-6-300 der norwegischen Widerøe (Luftfahrzeugkennzeichen LN-BNS) auf ihrem Flug von Værøy nach Bodø kurz nach dem Start von extremen Turbulenzen erfasst. Dabei brach das Höhenleitwerk oder das Höhenruder ab, und die unkontrollierbare Maschine stürzte ab. Alle fünf Personen an Bord kamen ums Leben. Aufgrund anderer ähnlicher Zwischenfälle am Flughafen von Værøy wurde dieser geschlossen und durch einen Heliport ersetzt (siehe auch Widerøe-Flug 839).[77]

- Am 18. April 1990 fiel an einer DHC-6-200 der panamaischen Aeroperlas (N187SA) kurz nach dem Abheben vom Flughafen Contadora (Panama) das Triebwerk Nr. 2 (rechts) aus. Das Flugzeug geriet in eine Sinkflugkurve, die es bis zum Aufschlag im Meer beibehielt. Von den 22 Insassen kamen 20 ums Leben, die drei Besatzungsmitglieder und 17 Passagiere.[78]

- Am 14. Februar 1991 wurde eine DHC-6-300 der ecuadorianischen Luftstreitkräfte (FAE 447) 34 Kilometer von Taisha (Ecuador) entfernt gegen den Berg Paso Macuna geflogen. Das Flugzeug wurde für den Transport von Zivilisten zwischen abgelegenen Dschungelsiedlungen eingesetzt, wahrscheinlich im Auftrag der Mission Aviation Fellowship. Bei diesem CFIT (Controlled flight into terrain) wurden alle 22 Insassen getötet, ein Besatzungsmitglied und 21 Passagiere.[79]

- Am 27. September 1991 wurde eine DHC-6-300 der Solomon Islands Airlines (H4-SIA) in einer Höhe von 4110 Fuß (1250 Metern) gegen die südliche Wand des Mount Nashua geflogen, südlich von Guadalcanal (Salomonen). Die Piloten hatten trotz Starkregens und niedriger Wolken im Sichtflug ihre Reiseflughöhe verlassen. Durch diesen CFIT (Controlled flight into terrain) wurden alle 15 Insassen getötet, beide Besatzungsmitglieder und 13 Passagiere.[80]

- Am 22. April 1992 stürzte eine DHC-6-200 der US-amerikanischen Perris Valley Aviation (N141PV) beim Start vom Flugplatz Perris Valley (Kalifornien, USA) ab. Unmittelbar nach dem Abheben verlor das rechte Triebwerk an Leistung, die Tragfläche kippte um 90° nach rechts und die Maschine stürzte neben der Startbahn ab. Es stellte sich heraus, dass der vordere Treibstofftank 31 Liter eines stark verunreinigten Gemischs aus Wasser, einem Emulgator und bakteriellem Wachstum enthielt. Sowohl der Tankwagen als auch der unterirdische Treibstofftank enthielten dasselbe stark verunreinigte Gemisch. Von den 22 Insassen wurden 16 getötet, beide Besatzungsmitglieder und 14 Passagiere.[81]

- Am 27. August 1992 kam es an einer DHC-6-300 der TANS Perú (OB-1153) zu einem Leistungsverlust beider Triebwerke. Beim Versuch einer Notlandung bei San Antonio del Estrecho (Peru) stürzte das Flugzeug in den Dschungel. Von den 21 Insassen kamen 8 ums Leben, zwei Besatzungsmitglieder und 6 Passagiere.[82]

- Am 21. Oktober 1992 stürzte eine DHC-6-300 der TANS Perú (OB-1155) nach einem Triebwerksausfall in den See Caballochoa (Peru). Von den 11 Insassen kamen 8 ums Leben, ein Besatzungsmitglied und 7 Passagiere.[83]

- Am 6. Juni 1993 wurde eine DHC-6-300 der kolumbianischen Aerotransportes Casanare (Aerotaca) (HK-2759X) bei einem Sichtanflug auf den Flughafen El Yopal (Kolumbien) 5 Kilometer vor dem Ziel in einen wolkenverhangenen Hügel geflogen. Durch diesen CFIT (Controlled flight into terrain) wurden beide Piloten getötet, die einzigen Insassen auf dem Überführungsflug.[84]

- Am 16. Juni 1993 verschob sich in einer DHC-6-300 der indonesischen Merpati Nusantara Airlines (PK-NUL) beim Start vom Flughafen Nabire (Indonesien) die nicht ordnungsgemäß gesicherte Ladung Reis nach hinten. Daraufhin hob sich die Flugzeugnase steil nach oben, es kam zum Strömungsabriss und Absturz. Eines der drei Besatzungsmitglieder, der einzigen Insassen auf dem Frachtflug, wurde getötet. Das Flugzeug wurde repariert und im Dezember 2000 als C-GHVV in Kanada registriert.[85]

- Am 27. Oktober 1993 stürzte eine DHC-6-300 der Widerøe (LN-BNM) im Landeanflug auf den Flughafen von Namsos ab. Die in Trondheim gestartete Maschine kollidierte knapp sechs Kilometer vor dem Zielflughafen mit dem Boden. Alle 6 Personen an Bord kamen ums Leben.[86]

- Am 6. April 1994 wurde eine DHC-6-300 der ecuadorianischen Luftstreitkräfte (FAE450) in einer Höhe von 13.400 Fuß (4.084 Metern) gegen den wolkenverhüllten Berg Loma Lozán (Ecuador) geflogen. Die nicht druckbelüftete Maschine befand sich im Steigflug auf eine Höhe von 15.500 Fuß, 5.500 Fuß über ihrer zulässigen Maximalflughöhe ohne Sauerstoffversorgung. Durch diesen CFIT (Controlled flight into terrain) wurden alle 17 Insassen getötet, drei Besatzungsmitglieder und 14 Passagiere.[87]

- Am 17. September 1994 stürzte eine DHC-6 Twin Otter 100 der kanadischen Pacific Coastal Airlines (C-FDMR) kurz nach dem Start vom Fish Egg Inlet Logging Camp (British Columbia) 30 Meter vor der Küste ins Meer und ging unmittelbar unter. Als Ursache wurde ein durch Korrosion gerissenes Steuerkabel des Höhenruders ermittelt, das bei der Wartung übersehen worden war und zum Kontrollverlust seitens der Besatzung führte. Von den vier Insassen kamen drei ums Leben, ein Crewmitglied und beide Passagiere (siehe auch Flugunfall der Pacific Coastal Airlines im Fish Egg Inlet).[88][89]

- Am 4. November 1994 wurde eine DHC-6-100 der indonesischen Trigana Air Service (PK-YNM) nahe dem Flughafen Nabire (Indonesien) während des Reiseflugs in 7050 Fuß (2150 Metern) Höhe gegen die Kammlinie zwischen zwei Bergen geflogen. An der westlichen Seite der Kammlinie waren zahlreiche Wolken vorhanden. Durch diesen CFIT (Controlled flight into terrain) wurden alle 4 Insassen getötet, beide Besatzungsmitglieder und 2 Passagiere.[90]

- Am 17. Dezember 1994 ereignete sich der bisher (März 2020) schwerste Unfall einer DHC-6 Twin Otter. Die DHC-6-200 der Mission Aviation Fellowship (MAF PNG) (P2-MFS) wurde auf dem Flug von Tabubil nach Selbang (Papua-Neuguinea) in einer Höhe von rund 1950 Meter (6400 Fuß) in einen Berg geflogen. Bei diesem CFIT (Controlled flight into terrain) wurden alle 28 Insassen, 2 Piloten und 26 Passagiere, getötet. Damit handelte es sich um den bis Juli 2023 schwersten Unfall mit diesem Flugzeugtyp.[91]

- Am 10. Januar 1995 verschwand eine DHC-6-300 der indonesischen Merpati Nusantara Airlines (PK-NUK) bei schlechtem Wetter in der etwa einen Kilometer breiten Meerenge Selat Molo zwischen den Inseln Rinca und Flores auf dem Weg von Bima (Indonesien) zum Flughafen Ruteng. Alle 14 Insassen, vier Besatzungsmitglieder und 10 Passagiere, werden vermisst und kamen ums Leben.[92]

- Am 12. Juli 1995 explodierte eine DHC-6-300 der papua-neuguineischen Milne Bay Air (P2-MBI) nach einem elektrischen Kurzschluss kurz nach dem Start vom Flughafen Alotau und stürzte zwei Kilometer von der Startbahn entfernt ins Meer. Niemand der 13 Passagiere und der 2 Crewmitglieder überlebten. (siehe auch Flugunfall bei Alotau 1995).[93]

- Am 17. Juli 1995 geriet eine DHC-6-300 der indonesischen Merpati Nusantara Airlines (PK-NUT) beim Start vom Flughafen Bintuni (Indonesien) durch Aquaplaning von der Startbahn ab und raste in eine Bananenplantage. Von den 18 Insassen kam einer der beiden Piloten ums Leben.[94]

- Am 7. April 1996 kam es beim Start einer DHC-6-300 der US-amerikanischen Dolphin Express Airways (N143SA) vom Flugplatz Virgin Gorda (Britische Jungferninseln) auf dem Weg nach Saint Croix zu einem seitlichen Abkommen von der Startbahn. Das Flugzeug kollidierte mit einem Zaun, die Tragfläche wurde abgerissen. Das Flugzeug wurde irreparabel beschädigt. Einer der neun Passagiere erlitt bei dem Unfall leichte Verletzungen, die übrigen Passagiere sowie die beiden Piloten blieben unverletzt.[95]

- Am 10. Mai 1996 stürzte eine DHC-6-200 der mexikanischen Aero Servicios Empresariales (XA-SWJ) im Anflug auf den Flugplatz Santa Maria de Otaez (Mexiko) bei Turbulenz und böigen Winden in einen Hügel. Von den 19 Insassen kamen 17 ums Leben, beide Besatzungsmitglieder und 15 Passagiere.[96]

- Am 9. Juli 1996 kollidierte eine DHC-6-300 der Milne Bay Air (P2-MBB) beim Anflug auf den Flughafen Mendi in Wolken mit einem Berg. Alle 20 Personen an Bord kamen ums Leben.[97]

- Am 12. August 1996 verunglückte eine de Havilland Canada DHC-6 der kanadischen First Air (C-GNDN) bei der Landung am Flughafen Markham Bay, Kanada. Beide Besatzungsmitglieder kamen ums Leben. Die Untersuchung kam zum Schluss, dass sich die Besatzung aus unbekannten Gründen zum Überschießen der Landebahn entschloss und dies zum Unfall geführt habe. Wahrscheinlich hatte die Schwierigkeit das Flugzeug zu kontrollieren zur Entscheidung betragen (siehe auch First-Air-Flug 64).[98]

- Am 30. November 1996 kollidierte eine DHC-6-300 der kolumbianischen ACES Colombia (HK-2602) nach dem Start vom Flughafen Medellin-Olaya Herrera im Steigflug acht Kilometer westlich davon mit dem Berg Padre Amaya, nur knapp unterhalb des 2180 Meter hohen Gipfels. Von den 15 Insassen kamen 14 ums Leben, beide Piloten und 12 der 13 Passagiere.[99]

- Am 7. Januar 1997 schlug eine DHC-6-300 der Polynesian Airlines (5W-FAU) bei schlechten Sichtverhältnissen nahe Apia am Berg Mount Vaea auf. Die aus Pago Pago kommende Maschine sollte planmäßig in Apia-Fagali'i landen. Aufgrund der Wetterbedingungen waren die Piloten zunächst nach Apia-Faleolo ausgewichen, wo jedoch auch keine Landung möglich war. Beim Versuch nach Apia-Fagali'i zurückzukehren, flog die Maschine in die Westflanke des Berges. Von den fünf Insassen kamen drei, ein Pilot und zwei Passagiere, ums Leben (siehe auch Polynesian-Airlines-Flug 211).[100]

- Am 12. September 1997 wurde eine DHC-6-300 der kongolesischen TMK Air Commuter (9Q-CRY) in den Minembwe Mountains (Kongo) in einen Hügel geflogen. Die Maschine beförderte Menschen auf dem Weg zu einem Kirchentag. Durch diesen CFIT (Controlled flight into terrain) wurden alle 19 Insassen getötet.[101]

- Am 21. August 1998 wurde eine DHC-6-300 der nepalesischen Luftfahrtbehörde, betrieben für Lumbini Airways (9N-ACC), in 2100 Metern Höhe gegen den 8091 Meter hohen Berg Annapurna (Nepal) geflogen. Durch diesen CFIT (Controlled flight into terrain) wurden alle 18 Insassen getötet, drei Besatzungsmitglieder und 15 Passagiere.[102]

- Am 8. April 1999 wurde eine DHC-6-300 der kolumbianischen Aerotransportes Casanare (Aerotaca) (HK-2760) 11 Kilometer südwestlich des Ziels, dem Flughafen Málaga (Kolumbien), in 2470 Metern Höhe gegen den wolkenverhangenen Berg Cerro La Carbonera geflogen. Die Kollision geschah, weil die Piloten trotz Instrumentenflugbedingungen weiterflogen, einen Sichtanflug durchgeführt und sämtliche Vorschriften für Mindestflughöhen nicht eingehalten hatten. Durch diesen CFIT (Controlled flight into terrain) wurden alle 5 Insassen getötet, beide Besatzungsmitglieder und 3 Passagiere.[103]

- Am 8. Mai 1999 wurde eine DHC-6-300 Twin Otter der vanuatuischen Vanair (YJ-RV9) bei einem Regenschauer 11 Kilometer vom Flughafen Bauerfield (Vanuatu) entfernt ins Wasser geflogen. Bei diesem CFIT (Controlled flight into terrain) wurden von den 12 Insassen 7 getötet, der Pilot und 6 Passagiere.[104]

- Am 25. Dezember 1999 stürzte eine DHC-6-300 der nepalesischen Skyline Airways (9N-AFL) fünf Minuten nach dem Start vom Flugplatz Simra (Nepal) ab. Alle 10 Insassen, drei Besatzungsmitglieder und 7 Passagiere, kamen ums Leben.[105]

## 2000er-Jahre
- Am 17. März 2000 wurde eine DHC-6-300 Twin Otter der panamaischen Aeroperlas (Luftfahrzeugkennzeichen HP-1267APP) in der Nähe von Carreto (Panama) in einer Höhe von 760 Metern gegen einen 850 Meter hohen Berg geflogen. Bei diesem CFIT (Controlled flight into terrain) wurden alle 10 Insassen getötet, zwei Besatzungsmitglieder und 8 Passagiere. Das Wrack wurde erst fünf Tage später von einem Suchflugzeug aus gefunden.[106]

- Am 27. Juli 2000 kollidierte eine DHC-6-300 der Royal Nepal Airlines (9N-ABP) am Jarayakhali Hill in der Bergkette Churia mit Bäumen und brannte aus. Die Maschine befand sich auf dem Flug von Bajhang nach Dhangadhi. Alle 25 Insassen, 3 Besatzungsmitglieder und 22 Passagiere, kamen ums Leben.[107]

- Am 24. März 2001 verlor der Kapitän einer DHC-6-300 der Air Caraïbes (F-OGES) auf einem Linienflug von Sint Maarten nach Saint-Barthélemy im Endanflug auf den dortigen Aéroport Rémy de Haenen die Kontrolle über das Flugzeug. Die Maschine drehte beim Überflug des unmittelbar vor der Landebahn liegenden Hügels Col de la Tourmente in eine Linkskurve ein und kollidierte mit einem Wohnhaus. Insgesamt 20 Menschen kamen bei dem Unfall ums Leben, alle 19 Insassen des Flugzeugs sowie ein Bewohner des Hauses.[108][109]

- Am 25. Mai 2002 wurde eine DHC-6-300 der indonesischen Trigana Air Service (PK-YPZ) 50 Kilometer vom Flughafen Nabire (Indonesien) entfernt bei kräftigem Regen ins Gelände geflogen. Bei diesem CFIT (Controlled flight into terrain) wurden alle 6 Insassen getötet, beide Besatzungsmitglieder und 4 Passagiere.[110]

- Am 17. Juli 2002 wurde eine DHC-6-300 der nepalesischen Skyline Airways (9N-AGF) in einer Höhe von 6500 Fuß (1980 Metern) bei widrigem Wetter in den Hügel Gargare Danda geflogen, 10 Kilometer nördlich des Ziels Flughafen Surkhet (Nepal). Durch diesen CFIT (Controlled flight into terrain) wurden alle 4 Insassen getötet, beide Besatzungsmitglieder und zwei Passagiere.[111]

- Am 22. August 2002 wurde eine DHC-6-300 der nepalesischen Shangri-La Air (9N-AFR) bei stürmischem Monsunwetter in einen Berg bei Pokhara (Nepal) geflogen, etwa 5 Kilometer südöstlich des Ortes. Die Maschine war im Anflug auf den Flughafen Pokhara. Bei diesem CFIT (Controlled flight into terrain) wurden alle 18 Insassen getötet, drei Besatzungsmitglieder und 15 Passagiere.[112]

- Am 29. Juli 2004 wurde mit einer DHC-6-300 der PNG Air (P2-MBA) bei schlechter Sicht der Landeanflug auf Ononge abgebrochen und in Richtung des Ausweichflughafens Yongai abgedreht. Dabei streifte die Maschine in einer Höhe von rund 2300 Meter Bäume und stürzte ab. Sie befand sich auf dem wöchentlichen Frachtflug von Port Moresby nach Ononge. Von den drei Besatzungsmitgliedern überlebte nur der Lademeister.[113]

- Am 22. Februar 2005 wurde eine weitere DHC-6-300 der Mission Aviation Fellowship (MAF PNG) (P2-MFQ) in einen Berg geflogen. Bei diesem erneuten CFIT (Controlled flight into terrain) während des Landeanflugs auf den Flugplatz Wobegon wurden die beiden 2 Piloten getötet.[114]

- Am 12. April 2005 verunglückte eine DHC-6-100 der indonesischen GT Air (PK-LTZ) im Anflug auf den 5500 Fuß (1676 Meter) hoch gelegenen Flugplatz Enarotali (Indonesien), als sie noch 6 Kilometer davon entfernt war. Das Wrack wurde erst fünf Tage später gefunden. Alle 17 Insassen, drei Besatzungsmitglieder und 14 Passagiere, kamen ums Leben.[115]

- Am 8. September 2005 kam es in einer DHC-6-300 der kongolesischen TMK Air Commuter (9Q-CBO) zwei Minuten nach dem Start vom Flughafen Goma (Demokratische Republik Kongo) zu einem Leistungsverlust eines Triebwerks. Die Piloten versuchten, den Flughafen Gisenyi (Ruanda) zu erreichen, was aber misslang. Stattdessen musste eine Notlandung in einem Bananenfeld durchgeführt werden, wobei das Flugzeug irreparabel beschädigt wurde. Alle 20 Insassen, zwei Besatzungsmitglieder und 18 Passagiere, überlebten den Unfall; drei wurden verletzt.[116]

- Am 21. Juni 2006 wurde eine DHC-6-300 der nepalesischen Yeti Airlines (9N-AEQ) bei einer scharfen Kurve im Anflug auf den Flugplatz Jumla (Nepal) 500 Meter östlich davon in ein Reisfeld geflogen. Vorausgegangen war ein sehr chaotischer Anflug und ein Durchstartversuch. Durch diesen CFIT (Controlled flight into terrain) wurden alle 9 Insassen getötet, drei Besatzungsmitglieder und 6 Passagiere.[117]

- Am 29. Juli 2006 kam es an einer DHC-6-100 der US-amerikanischen Adventure Aviation (N203E) unmittelbar nach dem Start vom Sullivan Regional Airport (Missouri, USA) zu einem Leistungsverlust des rechten Triebwerks durch den Bruch von Verdichterturbinenschaufeln. Die Maschine verlor an Höhe, kollidierte mit einem Mast und einem Baum und stürzte direkt nordwestlich vom Flugplatz neben ein Haus. Von den 8 Insassen kamen 6 ums Leben, der Pilot und 5 Fallschirmspringer.[118]

- Am 17. November 2006 wurde eine DHC-6-300 der indonesischen Trigana Air Service (PK-YPY) in einer Höhe von 3180 Metern gegen den Berg Puncak Jaya (Indonesien) geflogen, 48 Kilometer vom Ziel entfernt, dem Flugplatz Ilaga. Das Wrack wurde am nächsten Tag gefunden. Durch diesen CFIT (Controlled flight into terrain) wurden alle 12 Insassen getötet, drei Besatzungsmitglieder und 9 Passagiere.[119]

- Am 6. Mai 2007 verunglückte eine DHC-6-300 der Französischen Luftstreitkräfte (F-RACB/742) nahe El-Thamad (Sinai-Halbinsel, Ägypten). Die Piloten hatten versucht, eine Notlandung auf einer Straße durchzuführen; das Flugzeug kollidierte jedoch mit einem Lastwagen. Alle 9 Insassen, zwei Besatzungsmitglieder und 7 Passagiere, kamen ums Leben.[120]

- Am 24. Mai 2007 verunglückte eine DHC-6-300 der peruanischen Luftwaffe (FAPe-303) in bergigem Gelände nahe dem Flugplatz Pampa Hermosa (Peru). Von den 20 Insassen wurden 13 getötet, alle drei Besatzungsmitglieder und 10 Passagiere.[121]

- Am 9. August 2007 stürzte eine DHC-6-300 der Air Moorea (F-OIQI) nach dem Start vom Flugplatz Moorea (Französisch-Polynesien) ins Meer. Unfallursache war der verschleißbedingte Riss eines Steuerseils, über das die Höhenruder bedient werden. Bei dem Absturz kamen alle 20 Insassen ums Leben (siehe auch Air-Moorea-Flug 1121).[122]

- Am 8. Oktober 2008 prallte eine DHC-6-300 der nepalesischen Yeti Airlines (9N-AFE) mit 19 Personen an Bord beim Anflug auf die Geländekante vor der Landebahn des Flughafens Lukla. Dabei kamen 18 Menschen ums Leben; nur der Kapitän überlebte (siehe auch Yeti-Airlines-Flug 103).[123]

- Am 29. Juni 2009 kollidierte eine DHC-6-300 der indonesischen Aviastar Mandiri (PK-BRO) auf einem Frachtflug vom Flugplatz Dekai zum Flughafen Wamena, 19 Kilometer südsüdöstlich des Zielflughafens mit einem Berg. Dabei wurde die dreiköpfige Besatzung getötet.[124]

- Am 2. August 2009 wurde eine DHC-6-300 der indonesischen Merpati Nusantara Airlines (PK-NVC) mit 12 Passagieren und 3 Besatzungsmitgliedern an Bord auf dem Flug von Jayapura nach Oksibil (Indonesien) in einen Berg geflogen. Da die Notfunkbake (Emergency Locator Transmitter) defekt war, wurde das Wrack der Maschine erst nach zweitägiger Suche etwa 40 Kilometer von Oksibil entfernt an einem Berghang in einer Höhe von zirka 2800 Metern entdeckt. Bei diesem CFIT (Controlled flight into terrain) wurden alle 15 Insassen getötet.[125][126]

- Am 11. August 2009 flog die DHC-6-300 (P2-MCB) der PNG Air auf dem Weg von Port Moresby (Papua-Neuguinea) zum Kokoda Track elf Kilometer vor dem Flugplatz in einen Berg. Alle 13 Menschen an Bord kamen ums Leben.[127]

## 2010er-Jahre
- Am 15. Dezember 2010 stürzte eine DHC-6-310 der nepalesischen Tara Air (Luftfahrzeugkennzeichen 9N-AFX) auf einem Flug von Lamidanda (Nepal) nach Kathmandu in der Nähe des Dorfs Sri Chaur im Distrikt Okhaldhunga ab. Alle 22 Insassen kamen ums Leben.[128][129]

- Am 20. Januar 2011 verunglückte eine DHC-6-300 der ecuadorianischen Luftstreitkräfte (FAE449) bei einem Unfall nahe El Capricho, Ecuador. Die Maschine war auf einem Versorgungsflug vom Flughafen Pastaza-Shell Mera nach Tena. Das Flugzeug wurde stark beschädigt, konnte aber repariert werden. Alle 6 Besatzungsmitglieder kamen ums Leben.[130]

- Am 7. November 2012 geriet eine DHC-6-300 der malaysischen MASwings (9M-MDO) bei der Landung in Marudi (Sarawak) von der Landebahn ab und kam erst in einem Entwässerungsgraben zum Stillstand. Ein Passagier wurde leicht verletzt, die Maschine jedoch schwer, eventuell irreparabel beschädigt.[131][132]

- Am 23. Januar 2013 wurde eine DHC-6 Twin Otter 300 der kanadischen Kenn Borek Air (C-GKBC) in einen 3960 Meter hohen Berghang der Königin-Alexandra-Kette geflogen. Die Maschine war auf dem Weg von der Amundsen-Scott-Südpolstation zur Terra Nova Bay (Antarktis). Durch diesen CFIT (Controlled flight into terrain) wurden alle 3 Menschen an Bord getötet.[133][134]

- Am 16. Mai 2013 kam eine DHC-6-300 der Nepal Airlines (9N-ABO) auf dem Flug von Pokhara (Nepal) nach Jomsom während der Landung von der Landebahn ab und stürzte in den nahen Fluss.[135] Pilot und Kopilot wurden schwer verletzt, eine Flugbegleiterin und die 19 Passagiere erlitten leichtere Verletzungen.

- Am 10. Oktober 2013 stürzte eine DHC-6-310 der malaysischen MASwings (9M-MDM) auf dem Flug von Kota Kinabalu bei einem missglückten Durchstartmanöver kurz hinter dem Flughafen Kudat ab. Bei dem Unfall starben zwei Menschen, vier weitere wurden verletzt.[136]

- Am 16. Februar 2014 verloren die Piloten einer DHC-6-300 der Nepal Airlines (9N-ABB) bei schlechten Wetterbedingungen auf dem Flug von Pokhara nach Jumla die Orientierung und flogen nahe Sandhikhark im Bezirk Arghakhanchi in der Entwicklungsregion West (Nepal) gegen einen Berg. Alle 18 Insassen kamen ums Leben (siehe auch Nepal-Airlines-Flug 183).[137][138]

- Am 2. Oktober 2015 verunglückte eine DHC-6-300 der indonesischen Aviastar Mandiri (PK-BRM) unterwegs vom Flughafen Masamba nach Makassar aus noch unbekannten Gründen am Mount Latimojong auf der Insel Sulawesi. Alle zehn an Bord der Maschine befindlichen Personen kamen dabei ums Leben (siehe auch Aviastar-Mandiri-Flug 7503).[139][140]

- Am 24. Februar 2016 wurde eine DHC/Viking Air DHC-6-400 Twin Otter der nepalesischen Tara Air (9N-AHH) auf dem Flug vom Flughafen Pokhara nach Jomsom bei Dana gegen einen Berg geflogen. Der Flug war nach Sichtflugregeln, aber in Wolken, weitergeführt worden. Der Kapitän hatte die Angewohnheit, alle Warnungen des Ground Proximity Warning Systems bewusst zu ignorieren, und flog trotz mehrfacher Warnungen des Systems weiter. Durch diesen CFIT (Controlled flight into terrain) wurden alle 23 Insassen getötet, die drei Besatzungsmitglieder und 20 Passagiere. Dies war der erste Totalverlust einer Maschine der neuen Serie DHC-6-400 (siehe auch Tara-Air-Flug 193).[141]

- Am 30. August 2018 verunglückte eine DHC-6-300 der Äthiopischen Luftwaffe (ET-AIU/808) in der Nähe von Mojo (Äthiopien), 17 Kilometer südöstlich des Ziels, dem Militärflugplatz von Bishoftu (früher Debre Zeyit). Nähere Einzelheiten sind derzeit nicht verfügbar. Alle 18 Insassen, drei Besatzungsmitglieder und 15 Passagiere, kamen ums Leben.[142]

## 2020er-Jahre
- Am 11. Mai 2022 stürzte eine DHC-6-400 Twin Otter der kamerunischen Caverton Helicopters (Luftfahrzeugkennzeichen TJ-TIM) in ein Waldgebiet bei Nanga-Eboko (Kamerun). Nähere Einzelheiten sind derzeit nicht verfügbar. Alle 11 Insassen, zwei Besatzungsmitglieder und 9 Passagiere, kamen ums Leben.[143]

- Am 29. Mai 2022 wurde eine DHC-6-300 der nepalesischen Tara Air (9N-AET) auf dem Flug vom Flughafen Pokhara nach Jomsom beim Lete Pass in einen Berg geflogen. Alle 22 Insassen kamen ums Leben (siehe auch Tara-Air-Flug 197).[144]